# 한신 고속도로 12호 모리구치선

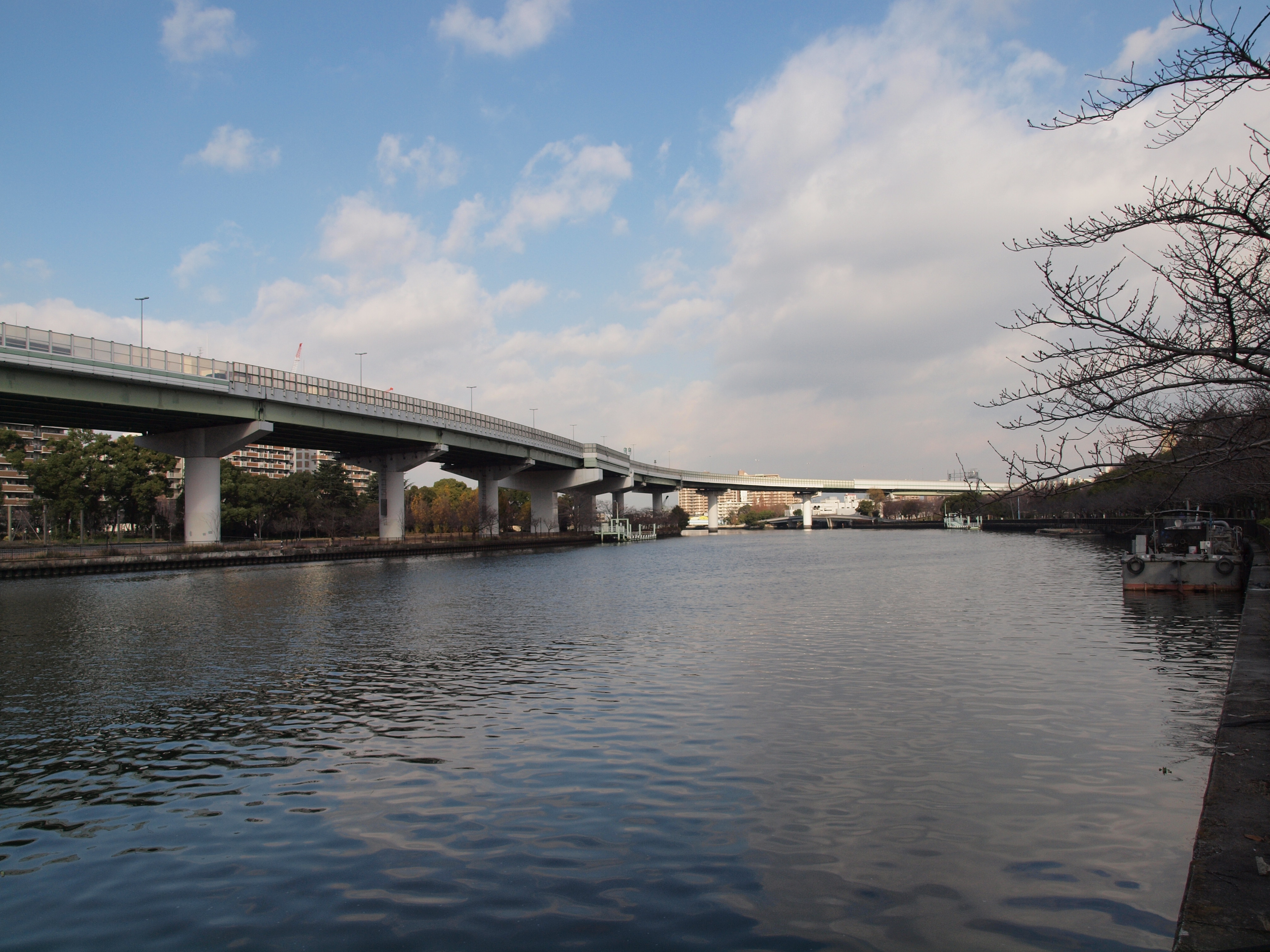
구 요도가와강(旧淀川)의 강가를 가로지르는 수구선. (나가라 ~ 미야코지마 사이 구간)

한신 고속도로 12호 모리구치 선(일본어: 阪神高速12号守口線)은 오사카부 오사카시 기타구의 덴신바시 분기점과 모리구치시의 모리구치 출입구를 사이에 이어주는 총 연장 12.1 km의 거리를 가진 도시 고속도로이자 지역 고규격 도로이다. 이 도로는 1번 국도의 바이패스 도로인 네야가와 바이패스를 쉽게 접근하는 특이한 도로이기도 하다. 그러나 이 도로는 대한민국의 옛 영동고속도로나 부산광역시의 백양터널과 유사한 급커브, 급경사 구간이 많아 사고 다발구역으로 분류되는 특성을 가지고 있다. 그래서 노가와강(江野川)을 전부 호리강의 모든 지역을 매립시켜서 도로 용지로 전용하고 있는 것은 물론, 시로기타강의 상단부를 통과하고 있는 곳도 존재한다.

## 도로명의 명칭
- 오사카부도 고속 오사카 모리구치 선
- 오사카시도 고속도로 모리쇼지 선

## 접촉 가능한 도로
- 한신 고속도로 1호 환상선
- 긴키 자동차도

## 도로 정보 라디오
- 미야코지마 : 나가라히가시 ~ 미야코지마
- 모리구치 : 모리구치TB ~ 모리구치

상기 라디오 정보는 통상적으로 볼 때 해당 도로 정보의 첫 머리는 대체적으로 보면 "이곳은 한신 고속도로 측 00(국명)입니다. 오전/오후 XX시 XX분 현재 도로 정보를 알려드립니다."라고 방송된다.

## 차선 및 최고 속도
| 구간               | 차선 양 방향=상행선+하행선 | 속도제한 | 속도제한   |
| 구간               | 차선 양 방향=상행선+하행선 | 평상시   | 조조・심야 |
| ------------------ | -------------------------- | -------- | ---------- |
| 덴진바시JCT-나가라 | 4=2+2                      | 50 km/h  | 50 km/h    |
| 나가라-모리구치    | 4=2+2                      | 60 km/h  | 50 km/h    |

- 단, 소음 공해의 발생을 막기 위해 이른 아침과 심야 시간[1]에는 최고 속도가 시속 60km/h인 것을 50km/h로 더 제한되며, 이는 시내 일반도로와 유사한 규제 기준을 강화하고 있기 때문이다.